# Sinagoga di Carpentras

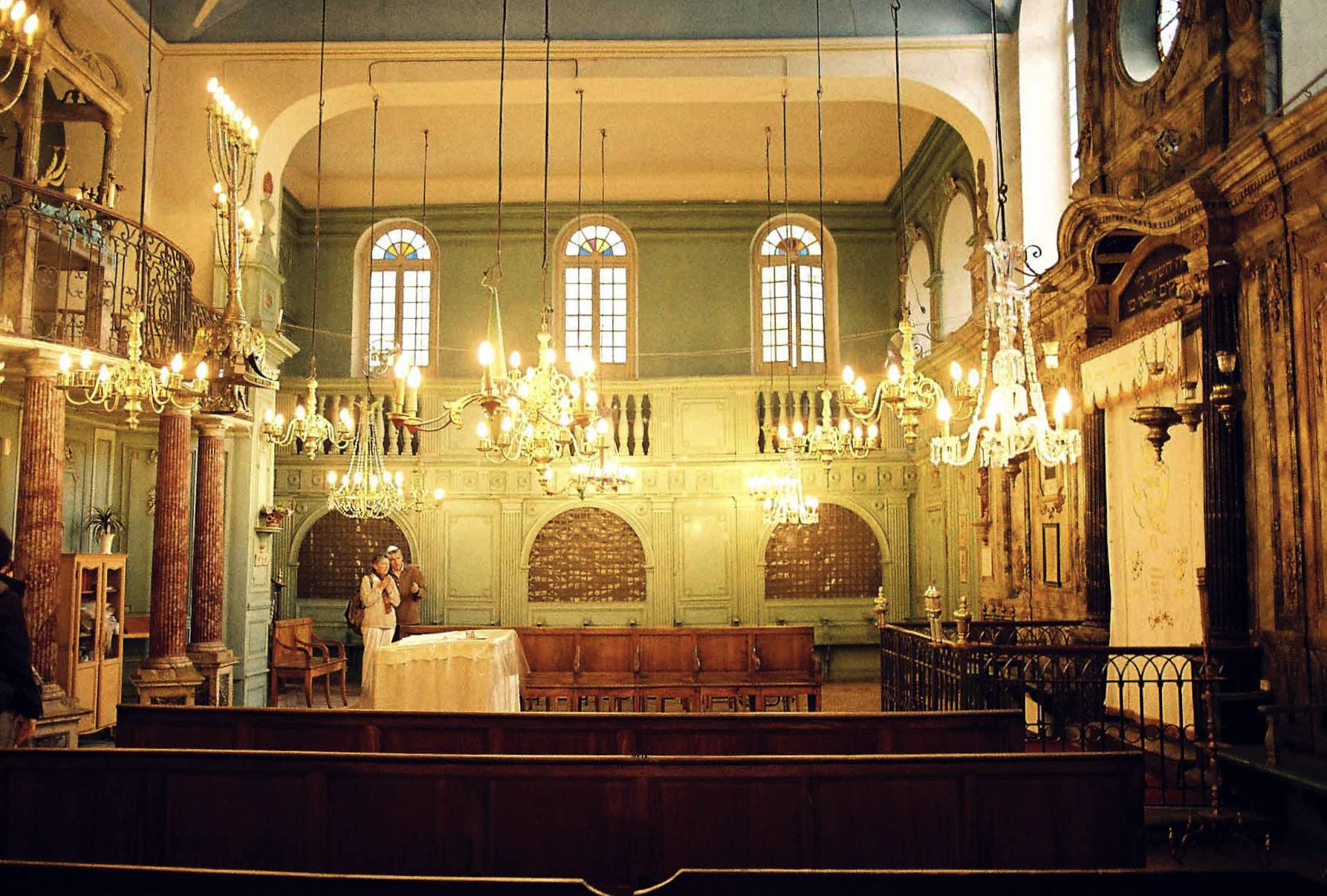
La sala di preghiera della sinagoga di Carpentras

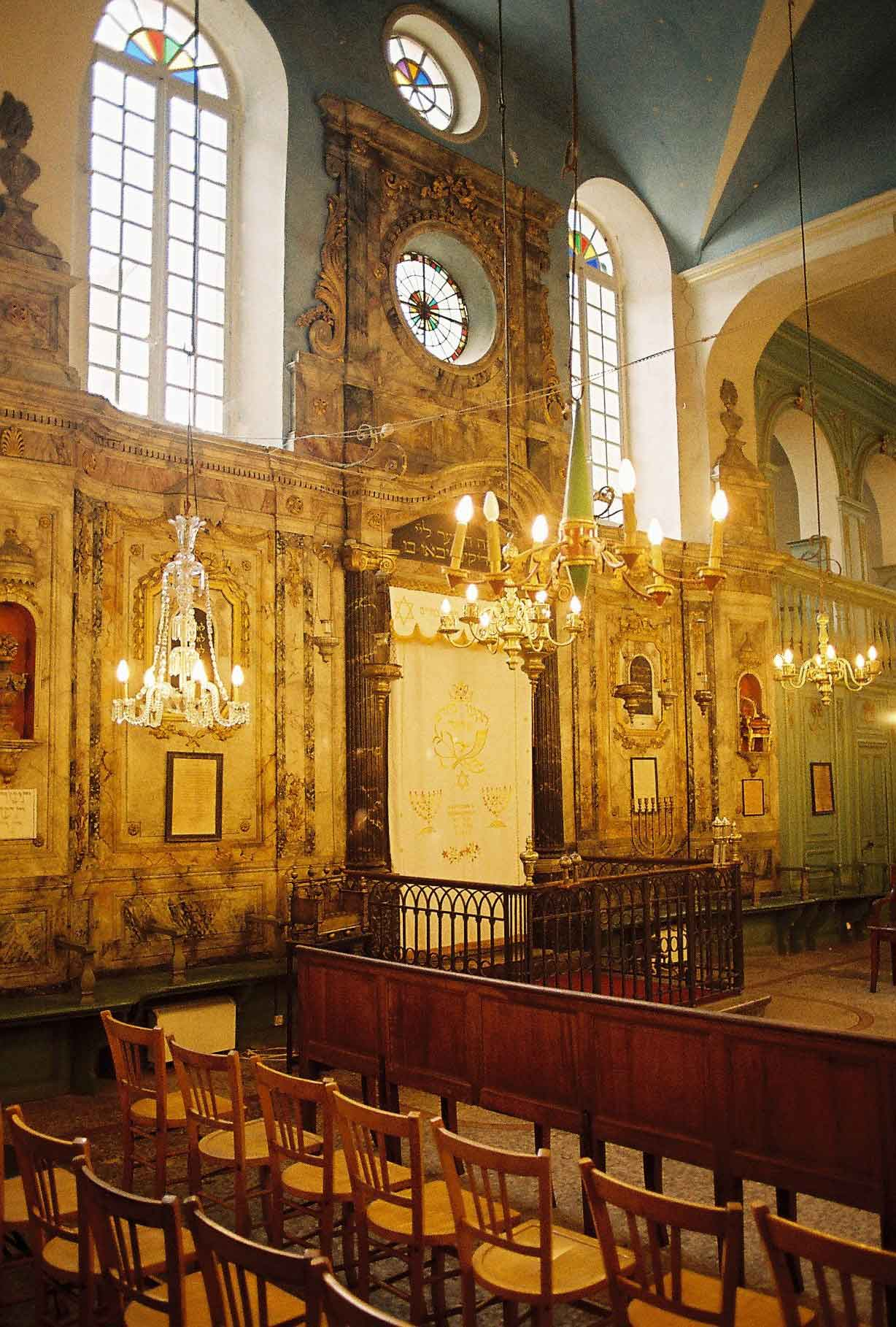
L'armadio sacro della sinagoga con una nicchia a destra che porta la poltrona del profeta Elia.

La sinagoga di Carpentras è la più antica sinagoga di Francia ancora attiva; fu edificata dagli ebrei del Contado Venassino di Carpentras nel 1367.

## Storia
Nel 1326, papa Giovanni XXII, che nel 1322 li aveva espulsi, permise nuovamente agli ebrei di sistemarsi nel Contado Venassino e ad Avignone senza essere disturbati, il che consentì anche a numerosi ebrei francesi di sfuggire alle persecuzioni di cui erano vittime.
Nel 1367 gli ebrei del Contado Venassino di Carpentras cominciarono a edificare la loro sinagoga.
Essa fu ricostruita nel XVIII secolo: la popolazione della carrière essendo passata da circa 500 persone durante il Rinascimento, a circa mille alla vigilia della Rivoluzione, ci si immagina che la comunità ebraica fosse allo stretto e che la vecchia sinagoga dovesse essere ingrandita. 
L'ampliamento fu realizzato in due tappe: un primo cantiere fu diretto, dall'architetto Antoine d'Allemand tra il 1741 e il 1746; una seconda tranche diede l'attuale aspetto alla sala di preghiera del primo piano. Per mancanza di spazio al suolo furono moltiplicate le tribune. Lo sviluppo in altezza è una soluzione frequentemente adottata dalle sinagoghe del Contado Venassino, che comportava sovente delle sale di preghiera sovrapposte, quelle riservate alle donne. La decorazione interna è un capolavoro dell'arte religiosa rococò del XVIII secolo, con ringhiere in ferro battuto all'italiana.
Nel 1793 la sinagoga divenne sala di assemblea del club rivoluzionario locale. Dall'autunno del 1794 l'insieme del suo arredamento venne venduto. Quando gli ebrei tornarono nel loro tempio nel 1800, trovarono una sala di preghiera completamente spoglia. Pare probabile che una parte dell'arredo sia stata recuperata e poi rimontata nel corso del XIX secolo.
La sinagoga offre, oltre alle sale annesse testimonianti il rituale giudaico (piscine liturgiche, panetterie per i pani azimi, sale di vita comunitaria) una tradizionale sala di preghiera a pianta quadrata, coperta di rivestimento in legno presentante una decorazione di pilastri dorici sostenenti un fregio di triglifi e 
Metopi.
La facciata attuale data dal 1909.
La sinagoga è classificata Monumento storico di Francia dal 1924..
Le 650º anniversario della sinagoga è stato celebrato il 28 maggio 2017 in presenza del gran rabbino di Francia Haïm Korsia e dei rappresentanti dei culti cristiani e musulmani di Carpentras.

## Funzione
La sinagoga di Carpentras è un vero e proprio luogo di vita comunitaria. Oltre alla sala delle preghiere, ess è dotata di un mikveh (sala per abluzioni rituali), una panetteria destinata alla cottura del pane del shabbat, mentre la corte interna viene utilizzata per le macellazioni rituali.

## Architettura
La facciata attuale, del 1909, lascia pensare che si tratti di un edificio classico al di sopra del livello stradale. Essa è rivestita con pietre tagliate e squadrate. Al piano-terra vi è una sola apertura chiusa da una porta in legno massiccio.

## Lavori di restauro
Al momento della sua classificazione come Monumento storico di Francia, nel 1924, l'architetto dei monumenti storici, Henri Nodet, segnalò in un rapport l'importanza dei lavori da effettuare a livello del tetto e delle dipendenze al piano-terra, lasciati all'abbandono, in situazione precaria.
La scarsa disponibilità di mezzi finanziari di cui disponeva l'Associazione culturale israelita di Carpentras, proprietaria del fabbricato, non consentiva allora che interventi minori legati all'urgenza.
Il primo grande restauro, diretto dall'architetto capo, Jean Sonnier, fu intrapreso tra il 1955 e il 1958, grazie alla generosità di Louis Schweitzer, mecenate americano, che offrì fondi concorrendo al 50% delle spese necessarie al salvataggio della struttura.
Inconvenienti inattesi, sopraggiunti venti anni dopo, rivelarono la debolezza della struttura e misero in evidenza l'importanza di lavori da eseguire per arrestare definitivamente il processo di degrado della muratura. 
Uno studio approfondito sul degrado fu affidato dalla Direzione regionale dei Beni culturali/Conservatoria regionale dei monumenti storici di Aix-en-Provence, che affidò la direzione dei lavori e la condotta delle operazioni di restauro a Dominique Ronsseray, architetto capo dei monumenti storici, per realizzare un'opera di terapia idonea a soddisfare le necessità dell'edificio. Poi la realizzazione di questi lavori fu decisa e affidata.